# Ministerie van Binnenlandse Zaken (Polen)
Het Ministerie van Binnenlandse Zaken (Pools: Ministerstwo Spraw Wewnętrznych; afgekort: MSW) is een ministerie van de Poolse overheid dat onder meer verantwoordelijk is voor het beleid inzake de binnenlandse veiligheid en de politie. Het huidige ministerie werd op 18 november 2011 opgericht door het tweede kabinet van Donald Tusk ter vervanging van het Ministerie van Binnenlandse Zaken en Administratie (1997-2011). Polen kende van 1918 tot 1939 en van 1954 tot 1997 ook een Ministerie van Binnenlandse Zaken.

## Ministers (sinds 1989)
Ministers van Binnenlandse Zaken
- Czesław Kiszczak (PZPR) (12 september 1989 – 6 juli 1990)
- Krzysztof Kozłowski (partijloos) (6 juli 1990 - 14 december 1990)
- Henryk Majewski (partijloos) (12 januari 1991 - 5 december 1991)
- Antoni Macierewicz (ZChN) (23 december 1991 - 5 juni 1992)
- Andrzej Milczanowski (partijloos), waarnemend (5 juni 1992 - 11 juli 1992)
- Andrzej Milczanowski (partijloos) (11 juli 1992 - 22 december 1995)
- Zbigniew Sobotka (SdRP), waarnemend (22 december 1995 - 29 december 1995)
- Jerzy Konieczny (partijloos) (29 december 1995 - 7 februari 1996)
- Zbigniew Siemiątkowski (7 februari 1996 - 31 december 1996)

Ministers van Binnenlandse Zaken en Administratie
- Leszek Miller (SdRP, later SLD) (1 januari 1997 – 17 oktober 1997)
- Janusz Tomaszewski (AWS) (31 oktober 1997 – 3 september 1999)
- Janusz Pałubicki (AWS), waarnemend (3 september 1999 - 7 oktober 1999)
- Marek Biernacki (AWS) (7 oktober 1999 – 19 oktober 2001)
- Krzysztof Janik (SLD) (19 oktober 2001 – 21 januari 2004)
- Józef Oleksy (SLD) (21 januari 2004 – 21 april 2004)
- Jerzy Szmajdziński (SLD), waarnemend (21 april 2004 – 2 mei 2004)
- Ryszard Kalisz (SLD) (2 mei 2004 – 31 oktober 2005)
- Ludwik Dorn (PiS) (31 oktober 2005 – 7 februari 2007)
- Janusz Kaczmarek (partijloos) (8 februari 2007 – 8 augustus 2007)
- Władysław Stasiak (partijloos) (8 augustus 2007 – 16 november 2007)
- Grzegorz Schetyna (PO) (16 november 2007 – 13 oktober 2009)
- Jerzy Miller (PO) (14 oktober 2009 – 17 november 2011)

Ministers van Binnenlandse Zaken
- Jacek Cichocki (partijloos, namens PO) (18 november 2011 - 25 februari 2013)
- Bartłomiej Sienkiewicz (partijloos, namens PO) (25 februari 2013 - 22 september 2014)
- Teresa Piotrowska (PO) (22 september 2014 - 16 november 2015)
- Mariusz Błaszczak (2015-2018)
- Joachim Brudziński (2018-2019)
- Elżbieta Witek (2019)
- Mariusz Kamiński (2019-2023)
- Paweł Szefernaker (2023)
- Marcin Kierwiński (2023-2024)
- Tomasz Siemoniak (2024 - heden)